# جايسون فلين
جايسون فلين (بالإنجليزية: Jason Flynn)‏ هو لاعب قذف أيرلندي، ولد في 16 نوفمبر 1994 في غالواي في جمهورية أيرلندا.